# Jean-Eudes Aholou
Jean-Eudes Aholou (ur. 20 marca 1994 w Yopougon) – iworyjski piłkarz grający na pozycji pomocnika w AS Saint-Étienne.

## Życiorys
Jest wychowankiem Lille OSC. W latach 2012–2015 był piłkarzem rezerw tego klubu. 13 lipca 2015 odszedł do US Orléans. 16 stycznia 2017 został zawodnikiem RC Strasbourg. W barwach tego klubu zadebiutował w rozgrywkach Ligue 1 – miało to miejsce 5 sierpnia 2017 w przegranym 0:4 meczu z Olympique Lyon. 24 lipca 2018 odszedł do AS Monaco. Kwota transferu wyniosła 14 milionów euro. 1 sierpnia 2019 został wypożyczony na rok do AS Saint-Étienne.
W reprezentacji Wybrzeża Kości Słoniowej zadebiutował 24 marca 2018 w zremisowanym 2:2 spotkaniu towarzyskim z Togo. Do gry wszedł w 75. minucie, zmieniając Francka Kessié.